# Internationale Filmfestspiele Berlin 2008

Offizielles Berlinale-Plakat 2008

Die 58. Internationalen Filmfestspiele Berlin 2008 (Berlinale) fanden vom 7. bis 17. Februar 2008 statt.
Die Berlinale wurde mit Martin Scorseses Dokumentarfilm Shine a Light eröffnet. Der Film dokumentiert zwei Konzerte der Rolling Stones im Oktober/November 2006 in New York City. Als Abschlussfilm wurde Michel Gondrys Abgedreht aufgeführt.
Das Festival erreichte auch in diesem Jahr einen neuen Besucherrekord. Es waren mehr als 20.000 Besucher des Festivals akkreditiert. Die Akkreditierten kamen aus 125 Ländern, darunter 4.200 Journalisten. Von den 430.000 Kinobesuchern kauften sich 230.000 Besucher ein Ticket. Neben den Rolling Stones kamen Stars wie Madonna und der indische Megastar Shah Rukh Khan zur Berlinale, um die Weltpremieren ihrer Filme zu feiern.

## Wettbewerb
Am 10. Dezember 2007 wurden die ersten acht Filme bekannt gegeben, die im offiziellen Wettbewerb gezeigt werden. Weitere neun Filme wurden am 9. Januar 2008 angekündigt. Am 18. Januar wurde das Wettbewerbsprogramm komplettiert.
Im offiziellen Wettbewerb wurden folgende Filme gezeigt:
| Filmtitel                      | Regisseur            | Produktionsland                                  | Darsteller (Auswahl)                                                        |
| Ballast                        | Lance Hammer         | USA                                              | Michael J. Smith, Jim Myron Ross, Tarra Riggs                               |
| Black Ice                      | Petri Kotwica        | Finnland, Deutschland                            | Outi Mäenpää, Ria Kataja, Martti Suosala, Ville Virtanen                    |
| Elegy oder die Kunst zu lieben | Isabel Coixet        | USA                                              | Penélope Cruz, Ben Kingsley, Dennis Hopper                                  |
| Feuerherz                      | Luigi Falorni        | Deutschland und Österreich                       | Letekidan Micael                                                            |
| Gardens of the Night           | Damian Harris        | Vereinigtes Königreich und USA                   | Tom Arnold, Kevin Zegers, John Malkovich                                    |
| Happy-Go-Lucky                 | Mike Leigh           | Vereinigtes Königreich                           | Sally Hawkins, Alexis Zegerman, Eddie Marsan, Samuel Roukin                 |
| Julia                          | Erick Zonca          | Frankreich                                       | Tilda Swinton, Kate del Castillo, Aidan Gould, Saul Rubinek                 |
| Kabei                          | Yōji Yamada          | Japan                                            | Sayuri Yoshinaga, Mitsugoro Bando, Tadanobu Asano                           |
| Kirschblüten – Hanami          | Doris Dörrie         | Deutschland                                      | Hannelore Elsner, Elmar Wepper                                              |
| Lady Jane                      | Robert Guédiguian    | Frankreich                                       | Ariane Ascaride, Gérard Meylan, Frédérique Bonnal                           |
| Lake Tahoe                     | Fernando Eimbcke     | Mexiko                                           | Diego Cataño, Héctor Herrera, Daniela Valentine                             |
| Das Lied der Sperlinge         | Majid Majidi         | Iran                                             | Reza Najie, Maryam Akbari, Kamran Dehghan, Hossein Aghazi                   |
| Nacht und Tag                  | Hong Sang-soo        | Südkorea                                         | Kim Young-ho, Park Eun-hye, Hwang Soo-jung                                  |
| Rastlos                        | Amos Kollek          | Israel, Deutschland, Kanada, Frankreich, Belgien | Moshe Ivgy, Ran Danker, Karen Young, Phyllis Sommerville                    |
| So viele Jahre liebe ich dich  | Philippe Claudel     | Frankreich, Deutschland                          | Kristin Scott Thomas, Elsa Zylberstein, Serge Hazanavicius, Laurent Grevill |
| Sparrow                        | Johnnie To           | Hongkong und China                               | Simon Yam, Kelly Lin, Gordon Lam, Lam Suet                                  |
| Standard Operating Procedure   | Errol Morris         | USA                                              | Joshua Feinman, Merry Grissom, Shaun Russell                                |
| Stilles Chaos                  | Antonello Grimaldi   | Italien                                          | Nanni Moretti, Isabella Ferrari, Alessandro Gassmann, Valeria Golino        |
| There Will Be Blood            | Paul Thomas Anderson | USA                                              | Daniel Day-Lewis, Paul Dano, Ciarán Hinds                                   |
| Tropa de Elite                 | José Padilha         | Brasilien                                        | Wagner Moura, Caio Junqueira, André Ramiro                                  |
| In Love We Trust               | Wang Xiaoshuai       | China                                            | Liu Weiwei, Zhang Jiayu, Yu Nan                                             |

### Außer Konkurrenz

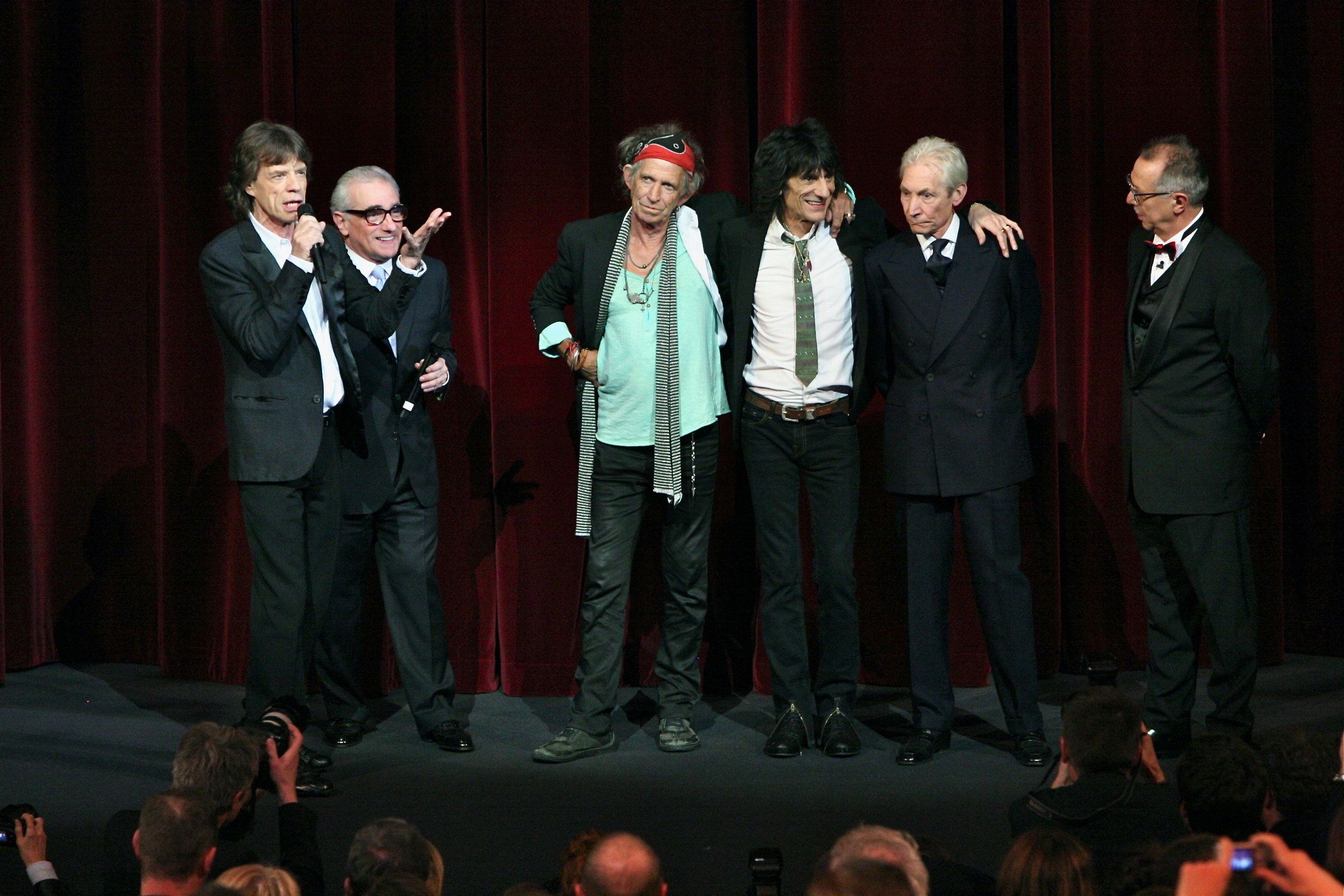
The Rolling Stones, Martin Scorsese (2. v. l.) und Dieter Kosslick (r.) vor der Premiere von Shine a Light

Innerhalb des Wettbewerbs wurden folgende Filme außerhalb der Konkurrenz gezeigt:
- Abgedreht – Regie: Michel Gondry (mit Jack Black, Mos Def, Danny Glover, Mia Farrow, Melonie Diaz)
- Das Massaker von Katyn – Regie: Andrzej Wajda (mit Maja Ostaszewska, Artur Żmijewski, Paweł Małaszyński)
- Die Schwester der Königin – Regie: Justin Chadwick (mit Natalie Portman, Scarlett Johansson, Eric Bana)
- Shine a Light – Regie: Martin Scorsese (mit The Rolling Stones)
- Om Shanti Om – Regie: Farah Khan (mit Shah Rukh Khan und Deepika Padukone)
- Zurück im Sommer – Regie: Dennis Lee (mit Julia Roberts, Ryan Reynolds, Willem Dafoe, Emily Watson)

### Internationale Jury
Der Präsident der internationalen Jury war der griechisch-französische Regisseur Costa-Gavras, der 1990 einen Goldenen Bären auf der Berlinale gewann. Ihm zur Seite standen die Schauspielerinnen Diane Kruger (Deutschland) und Shu Qi (Taiwan), der deutsche Szenenbildner Uli Hanisch, der oscarprämierte US-amerikanische Filmeditor und Tongestalter Walter Murch, und der ukrainische Filmproduzent Oleksandr Rodnjanskyj. Die dänische Regisseurin Susanne Bier und die französische Schauspielerin Sandrine Bonnaire sagten ihre Teilnahme kurz vor Beginn der Filmfestspiele ab.

### Preisträger
Goldener Bär: Tropa de Elite von José Padilha
Silberne Bären
- Beste Regie: Paul Thomas Anderson für There Will Be Blood
- Großer Preis der Jury: Errol Morris für Standard Operating Procedure
- Bester Darsteller: Reza Najie für Das Lied der Sperlinge
- Beste Darstellerin: Sally Hawkins für Happy-Go-Lucky
- Bestes Drehbuch: Wang Xiaoshuai für Zuo you
- Herausragende künstlerische Leistung: Jonny Greenwood für There Will Be Blood

Alfred-Bauer-Preis: Lake Tahoe von Fernando Eimbcke

## Berlinale Shorts(Kurzfilmwettbewerb)
Im Kurzfilmwettbewerb der Berlinale liefen 29 Filme, davon 11 im Wettbewerb.

### Internationale Kurzfilmjury
Die Mitglieder der internationalen Kurzfilmjury waren Marc Barbé (Frankreich), Ada Solomon (Rumänien) und Laura Tonke (Deutschland).

### Preisträger
- Goldener Bär: O zi buna de plaja von Bogdan Mustata
- Silberner Bär: Udedh bun von Siddharth Sinha
- „Prix UIP“: Frankie von Darren Thornton
- DAAD-Kurzfilmpreis: B teme von Olga Popova

## Sektion Panorama

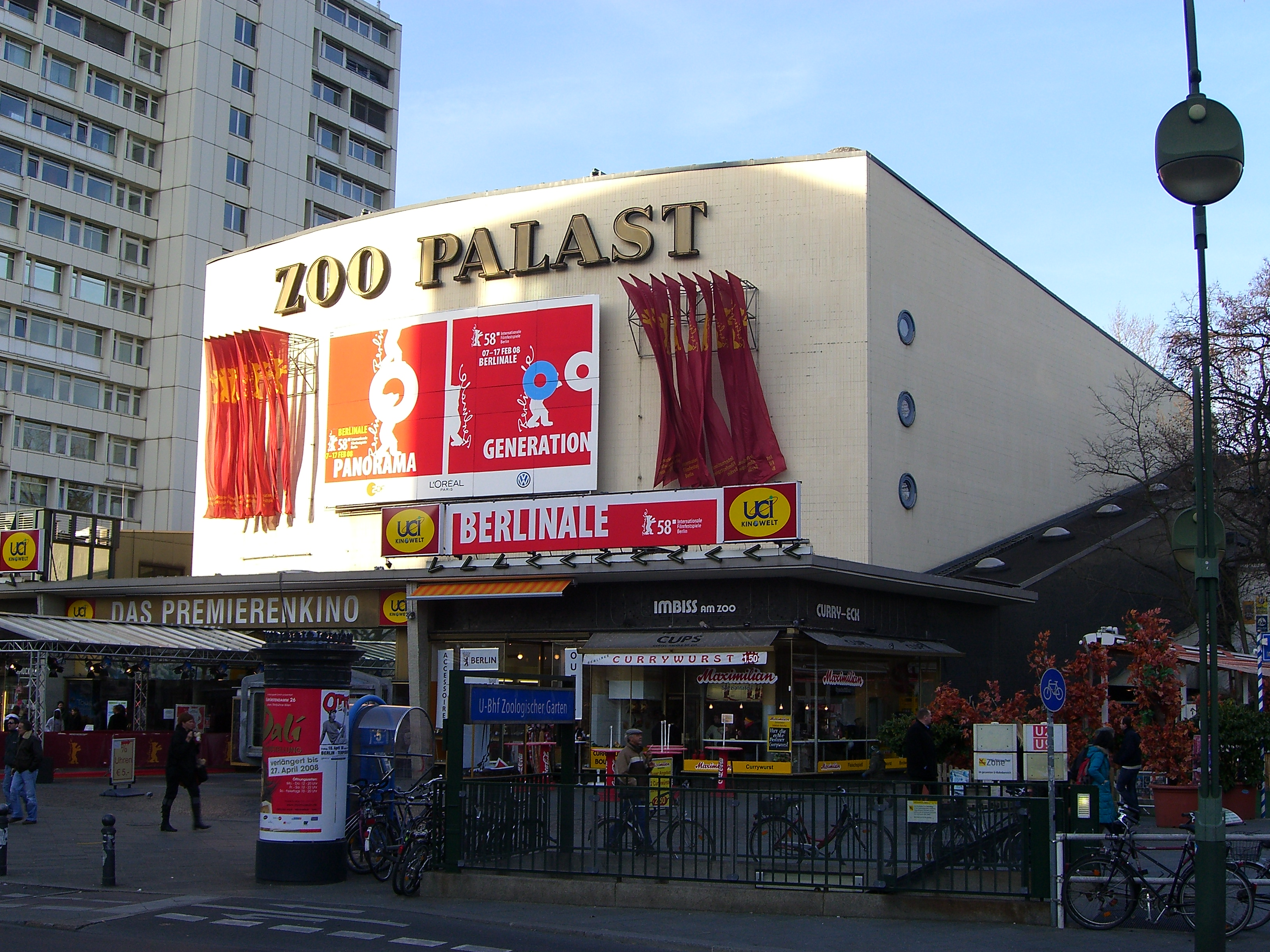
Zoo Palast, Panorama-Premierenkino

In der Sektion Panorama wurden in diesem Jahr 50 Filme vorgestellt, davon 18 Dokumentarfilme. Eröffnungsfilm des Hauptprogramms war die russische Produktion Alisa, das Meermädchen von Anna Melikjan. „Panorama Special“ eröffnete mit dem Film Lemon Tree von Eran Riklis mit Hiam Abbass in der Hauptrolle. Innerhalb der Sektion stellte Madonna ihren ersten Film Filth and Wisdom als Regisseurin vor. Der von Fatih Akin produzierte Film Chiko war ebenfalls Bestandteil des Panoramaprogramms.
- Panorama Publikumspreis: Lemon Tree von Eran Riklis

## Sektion Generation
Die Sektion Generation besteht aus den Teilen Kplus (Kinderfilme) und 14plus (Jugendfilme ab 14 Jahren). In beiden Teilen wurden als Preise Gläserne Bären, jeweils für den besten Spielfilm und den besten Kurzfilm, von einer Kinder- bzw. Jugendjury vergeben.
- Gläserner Bär Generation 14plus:

- The Black Balloon von Elissa Down (Australien) für den besten Spielfilm
- Café com Leite von Daniel Ribeiro (Brasilien) für den besten Kurzfilm

- Gläserner Bär Kplus:

- Buddha zerfiel vor Scham von Hana Makhmalbaf (Iran/Frankreich) für den besten Spielfilm
- Nana von Warwick Thornton (Australien) für den besten Kurzfilm

## Retrospektive
Die Retrospektive widmete sich dem Werk Luis Buñuels. Mit einer umfassenden Werkschau seiner Filme und einer Veranstaltungsreihe mit Vorträgen wurde der spanische Regisseur geehrt.

## Hommage
Die Hommage der 58. Berlinale wurde dem italienischen Regisseur Francesco Rosi gewidmet. Am 14. Februar 2008 wurde er für sein Lebenswerk mit dem Goldenen Ehrenbären ausgezeichnet.

## Perspektive Deutsches Kino
Die Perspektive Deutsches Kino will nach Angaben der Veranstalter neugierig machen auf aktuelle Trends und Entwicklungen im deutschen Kino. Ausgewählt werden jeweils etwa zwölf Filme des aktuellen Jahrgangs. Der Preis Dialogue en perspective wurde von einer deutsch-französischen Jury verliehen. 2008 wurde er an den Beitrag Drifter vergeben, eine lobende Erwähnung ging an Lostage. Sektionsleiter war Alfred Holighaus.
Die Beiträge im Jahr 2008:
| Filmtitel                        | Regisseur                                        | Darsteller (Auswahl)                                                            |
| Berlin – 1. Mai                  | Sven Taddicken, Jakob Ziemnicki, Ludwig & Glaser | Benjamin Höppner, Jacob Matschenz                                               |
| Die Besucherin                   | Lola Randl                                       | Sylvana Krappatsch, Samuel Finzi, André Jung                                    |
| Die Dinge zwischen uns           | Iris Janssen                                     | Daniela Wutte, Christoph Jacobi, Antje Widdra                                   |
| Die Helden aus der Nachbarschaft | Jovan Arsenić                                    | Marc Zwinz, Nina Hoger, Christopher Buchholz                                    |
| Drifter                          | Sebastian Heidinger                              |                                                                                 |
| Football Undercover              | David Assmann, Nayad Ajafi                       |                                                                                 |
| In deiner Haut                   | Pola Beck                                        | Kim Schnitzer, Margrit Sartorius                                                |
| Jesus liebt Dich                 |                                                  | Lilian Franck, Michaela Kirst, Robert Cibis, Matthias Luthardt                  |
| Lea                              | Steffi Niederzoll                                | Alma Leiberg, Martin Kiefer                                                     |
| Lostage                          | Bettina Eberhard                                 | Ulrike Schwab, Till Firit, Klaus Heindl, Stefan Lampadius und Heiner Stadelmann |
| Love, Peace & Beatbox            | Volker Meyer-Dabisch                             | Mando, Wetlipz, Chlorophil                                                      |
| Robin                            | Hanno Olderdissen                                | Mateo Wansing Lorrio, Franziska Jünger                                          |
| Teenage Angst                    | Thomas Stuber                                    | Franz Dinda, Niklas Kohrt, Janusz Kocaj                                         |

## Berlinale-Talent-Campus
Der Berlinale-Talent-Campus für Nachwuchs-Filmemacher fand vom 9. bis 14. Februar unter dem Titel Screening Emotions – Cinemas Finest Asset statt.

## EuropäischerShooting Star2008
Alljährlich rücken auf der Berlinale durch die Verleihung des „Shooting Stars“ junge europäische Schauspieler in den Mittelpunkt der Aufmerksamkeit. In diesem Jahr erhielten auf der Berlinale folgenden Künstler diesen Preis: Joel Basman (Schweiz), Nicolas Cazalé (Frankreich), Stine Fischer Christensen (Dänemark), Elio Germano (Italien), Maryam Hassouni (Niederlande), Hannah Herzsprung (Deutschland), Marko Igonda (Slowakei), Anamaria Marinca (Rumänien) und Zsolt Nagy (Ungarn).

## Ehrenpreise
Goldener Ehrenbär
- Francesco Rosi, italienischer Regisseur

Berlinale Kamera
- Otto Sander, deutscher Schauspieler
- Karlheinz Böhm, österreichischer Schauspieler